# Jaime de Barros Câmara
Jaime de Barros Câmara (São José, 3 luglio 1894 – Aparecida, 18 febbraio 1971) è stato un cardinale e arcivescovo cattolico brasiliano.

## Biografia
Nacque a São José il 3 luglio 1894.
Fu ordinato sacerdote nel 1920 per la diocesi di Santa Caterina. Il 18 aprile 1935 fu nominato da Pio XI cameriere segreto di Sua Santità, ricevendo il titolo di monsignore e il 19 dicembre 1935 fu eletto primo vescovo di Mossoró.
Nel 1941 fu promosso arcivescovo di Belém do Pará e nel 1946 fu nominato arcivescovo di Rio de Janeiro.
Papa Pio XII lo elevò al rango di cardinale nel concistoro del 18 febbraio 1946.
Nei suoi 25 anni di cardinalato partecipò al conclave del 1958 che elesse Giovanni XXIII e al conclave del 1963 che elesse Paolo VI oltre che a tutte e quattro le sessioni del Concilio Vaticano II.
Morì il 18 febbraio 1971 all'età di 76 anni e fu sepolto nella cattedrale di Rio de Janeiro.

## Genealogia episcopale e successione apostolica
La genealogia episcopale è:
- Cardinale Scipione Rebiba
- Cardinale Giulio Antonio Santori
- Cardinale Girolamo Bernerio, O.P.
- Arcivescovo Galeazzo Sanvitale
- Cardinale Ludovico Ludovisi
- Cardinale Luigi Caetani
- Cardinale Ulderico Carpegna
- Cardinale Paluzzo Paluzzi Altieri degli Albertoni
- Papa Benedetto XIII
- Papa Benedetto XIV
- Cardinale Enrico Enriquez
- Arcivescovo Manuel Quintano Bonifaz
- Cardinale Buenaventura Córdoba Espinosa de la Cerda
- Cardinale Giuseppe Maria Doria Pamphilj
- Papa Pio VIII
- Papa Pio IX
- Cardinale Alessandro Franchi
- Cardinale Giovanni Simeoni
- Cardinale Antonio Agliardi
- Cardinale Basilio Pompilj
- Arcivescovo Joaquim Domingues de Oliveira
- Cardinale Jaime de Barros Câmara

La successione apostolica è:
- Vescovo Gregório Alonso Aparicio, O.A.R. (1943)
- Arcivescovo José Newton de Almeida Baptista (1944)
- Arcivescovo Rosalvo Costa Rêgo (1946)
- Vescovo Jorge Marcos de Oliveira (1946)
- Vescovo José del Perpetuo Socorro Alvarez Mácua, O.A.R. (1948)
- Arcivescovo Luis do Amaral Mousinho (1948)
- Arcivescovo Alberto Gaudêncio Ramos (1949)
- Arcivescovo Hélder Pessoa Câmara (1952)
- Vescovo José Nepote-Fus, I.M.C. (1952)
- Vescovo Joaquim de Lange, C.S.Sp. (1952)
- Vescovo Othon Motta (1953)
- Arcivescovo José Vicente Távora (1954)
- Arcivescovo João Batista da Mota e Albuquerque (1957)
- Vescovo Wilson Laus Schmidt (1957)
- Vescovo Honorato Piazera, S.C.I. (1959)
- Vescovo Cândido Rubens Padín, O.S.B. (1962)
- Arcivescovo José Gonçalves da Costa, C.SS.R. (1962)
- Vescovo Waldyr Calheiros Novaes (1964)
- Vescovo José Alberto Lopes de Castro Pinto (1964)
- Vescovo Mário Teixeira Gurgel, S.D.S. (1967)
- Vescovo Cândido Lorenzo González, O. de M. (1970)